# Friedhof Lenthe

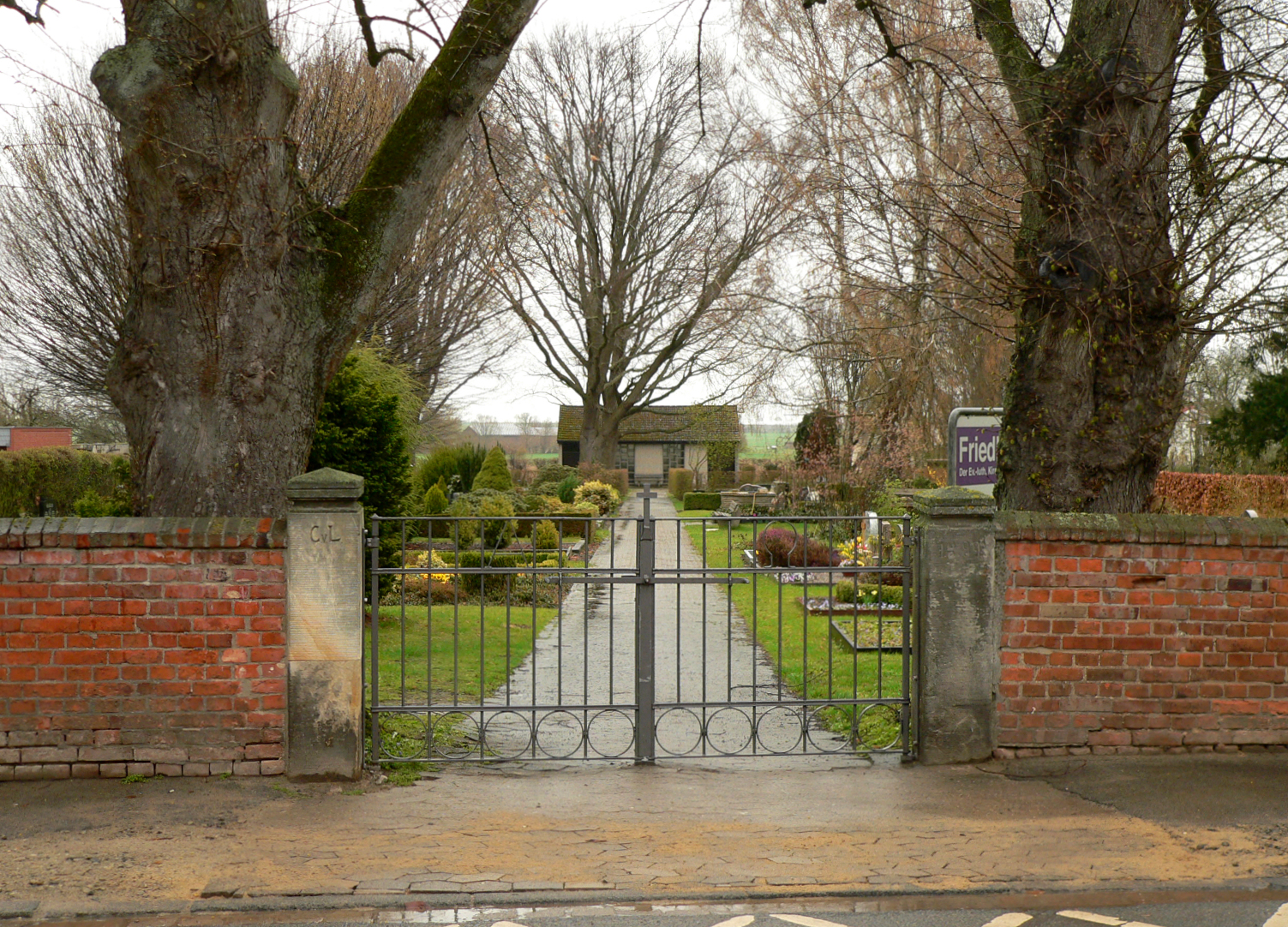
Friedhof Lenthe

Der Friedhof Lenthe unter der Adresse Im Wehrfeld 7 in Lenthe ist eine Begräbnisstätte insbesondere für die Anwohner des zu Gehrden gehörenden Ortsteils. Die Verwaltung des Friedhofes findet sich im Gemeindebüro der Kirchengemeinde Lenthe.
Zu den bekannten Persönlichkeiten der auf dem Gräberfeld Bestatteten zählt der Volks- und Landwirt und vormalige Besitzer des Untergutes Lenthe Hans Jürgen von Richthofen. Auf dem Friedhof ist auch der Genealoge und Heimatforscher Hans-Erich Wilhelm bestattet.